# Александру Одобеску
Александру Јоан Одобеску (рум. Alexandru Ioan Odobescu; 23. јун 1834 – 10. новембар 1895) је био румунски писац, археолог и политичар.